# Batiscafo Katiuscas
Batiscafo Katiuscas és el cinquè àlbum del grup mallorquí Antònia Font, publicat l'any 2006. El disc estava format per un total de 12 cançons. La temàtica de l'anterior disc, estava dedicat a l'espai galàctic i en aquest, exploren les profunditats dels oceans en un submarí monoplaça. Les seves lletres mantenen el seu to surrealista. De nou, Joan Miquel Oliver, és el compositor i lletrista de l'àlbum. Segons declarà Oliver, "és un àlbum conceptual, curtet, d'un sol tema". Tanmateix, en aquest disc hi ha diverses cançons que aborden un mateix tema, però no existeix cap fil argumental sòlid.
En les cançons «astronautes rimadors» i «turistes del futur», els personatges passegen per mons ideals i paisatges imaginaris. La cançó «Amazones a sa lluna» fa referència al microrrelat El dinosaure de l'escriptor guatamaltenc Augusto Monterroso. D'entre les dotze cançons, hi destaquen «Nata», «Batiscafo Katiuscas», «Tokio m'és igual» o «Wa Yeah!».
Segons escrivia la revista Enderrock, l'àlbum continuava la saga musical de domèstica-ficció i el llançament del disc havia aixecat una certa expectació entre la crítica i els seguidors cada cop més nombrós de la banda. La presentació del disc a Catalunya es va fer el L'Auditori de Barcelona el 8 de juny d'aquell any.
El disc va ser considerat el millor disc de l'any per votació popular i el segon millor valorat per la crítica als premis Enderrock. El CD incloïa un llibre on hi figurava la lletra de les cançons, que anava sempre escrita en minúscules (després de punts, els títols de les cançons, etc.). Les dues úniques paraules que anaven sempre en majúscules eren "Batiscafo Katiuscas".

## Cançons
Totes les cançons foren escrites i compostes per Joan Miquel Oliver, excepte on s'indiqui el contrari. 
| Núm. | Títol                            | Durada |
| ---- | -------------------------------- | ------ |
| 1.   | «Play»                           | 1:09   |
| 2.   | «Batiscafo Katiuscas»            | 3:47   |
| 3.   | «Wa yeah!»                       | 3:31   |
| 4.   | «Tokio m'és igual»               | 3:06   |
| 5.   | «Amazones a sa lluna»            | 2:44   |
| 6.   | «Darrere una revista»            | 3:52   |
| 7.   | «Love song»                      | 3:01   |
| 8.   | «Nata»                           | 3:47   |
| 9.   | «Mecanismes»                     | 2:48   |
| 10.  | «Tonto» (Julio Cortázar, Oliver) | 2:35   |
| 11.  | «Bamboo»                         | 4:26   |
| 12.  | «Replay»                         | 3:42   |